# Vokalensemble Stefan Lex
Das Vokalensemble Stefan Lex wurde vom Tenor und Dirigenten Stefan Lex unter dem Namen DER CHOR! gegründet.
Das Vokalensemble, das von Lex auch dirigiert wird, setzt sich aus 41 ausgewählten Stimmen aus 15 Städten Nordrhein-Westfalens zu einem Chorensemble zusammen. Zum Repertoire des Chores gehören sowohl populäre Opernchöre wie zum Beispiel der Gefangenenchor aus Nabucco oder der Pilgerchor aus Tannhäuser und der Sängerkrieg auf Wartburg als auch unbekannte und in Vergessenheit geratene Stücke wie die Sternennacht von Hermann Schulken oder das Frühlingsnetz von Karl Goldmark. Auch moderne Titel wie Music von John Miles, Spirituals wie When the saints go marching in und Songs von Abba gehören zum Repertoire des Ensembles.
Begleitet wird der Chor von der Pianistin Sigrid Althoff. Das Vokalensemble konzertierte unter anderem im Aalto-Theater, in der Philharmonie Essen, im Theater an der Wilhelmshöhe, im Orchesterzentrum Dortmund, Stadttheater Emmerich, Mercatorhalle Duisburg und der Grugahalle Essen.
Anlässlich der 100-Jahr-Feier von Borussia Dortmund konzertierte der Chor zusammen mit Stefan Lex als Tenor vor 82.000 Zuschauern im Westfalenstadion.
Der WDR übertrug mehrere Konzerte mit dem Vokalensemble.

## Diskografie
- Ach Du klarblauer Himmel